# Polyrhachis latona
Polyrhachis latona är en myrart som beskrevs av Wheeler 1909. Polyrhachis latona ingår i släktet Polyrhachis och familjen myror. Inga underarter finns listade i Catalogue of Life.